# Marinierskapel der Koninklijke Marine
De Marinierskapel der Koninklijke Marine is een militair harmonieorkest, onderdeel van de Nederlandse Koninklijke Marine, opgericht op 1 augustus 1945, gestationeerd in de marinierskazerne te Rotterdam.
Al bij de oprichting van het Korps Mariniers in 1665 waren speciale tamboereenheden toegevoegd aan de bataljons der mariniers, hun taak was om door middel van het bespelen van de tamboer de troepen aan te wakkeren tot moed, en het ritme aan te geven tijdens het marcheren. Omstreeks 1699 zijn hier ook blazers (of pijpers) aan toegevoegd.
De voorganger van de Marinierskapel was de Stafmuziek der Koninklijke Marine die bestond van 1864 tot 1940. De laatste dirigenten van de Stafmuziek waren Jacobus Koning, Adrianus Leonardus Hazebroek, Jacob ter Hall en Louis F. Leistikow.

## Dirigenten
- 1945 - 1957, majoor Gijsbert Nieuwland.
- 1957 - 1964, kapitein Henk C. van Lijnschooten
- 1964 - 1975, majoor Johannes Petrus Laro
- 1975 - 1986, majoor Jaap J. Koops
- 1986 - 1995, majoor Gert D. Buitenhuis
- 1995 - 2000, majoor Maurice W.M. Hamers
- 2001 - 2001, eerste luitenant Dick Roelofsen
- 2001 - 2008, majoor Pieter J.P.M. Jansen
- 2008 - 2009, eerste luitenant Dick Roelofsen
- 2009 - 2013, majoor Harmen Cnossen
- 2013 - 2017, majoor Peter Kleine Schaars
- 2017 - 2025, majoor Arjan Tien
- 2025 - heden, majoor Erik van de Kolk